# St.-Johannes-Kathedrale (Izmir)

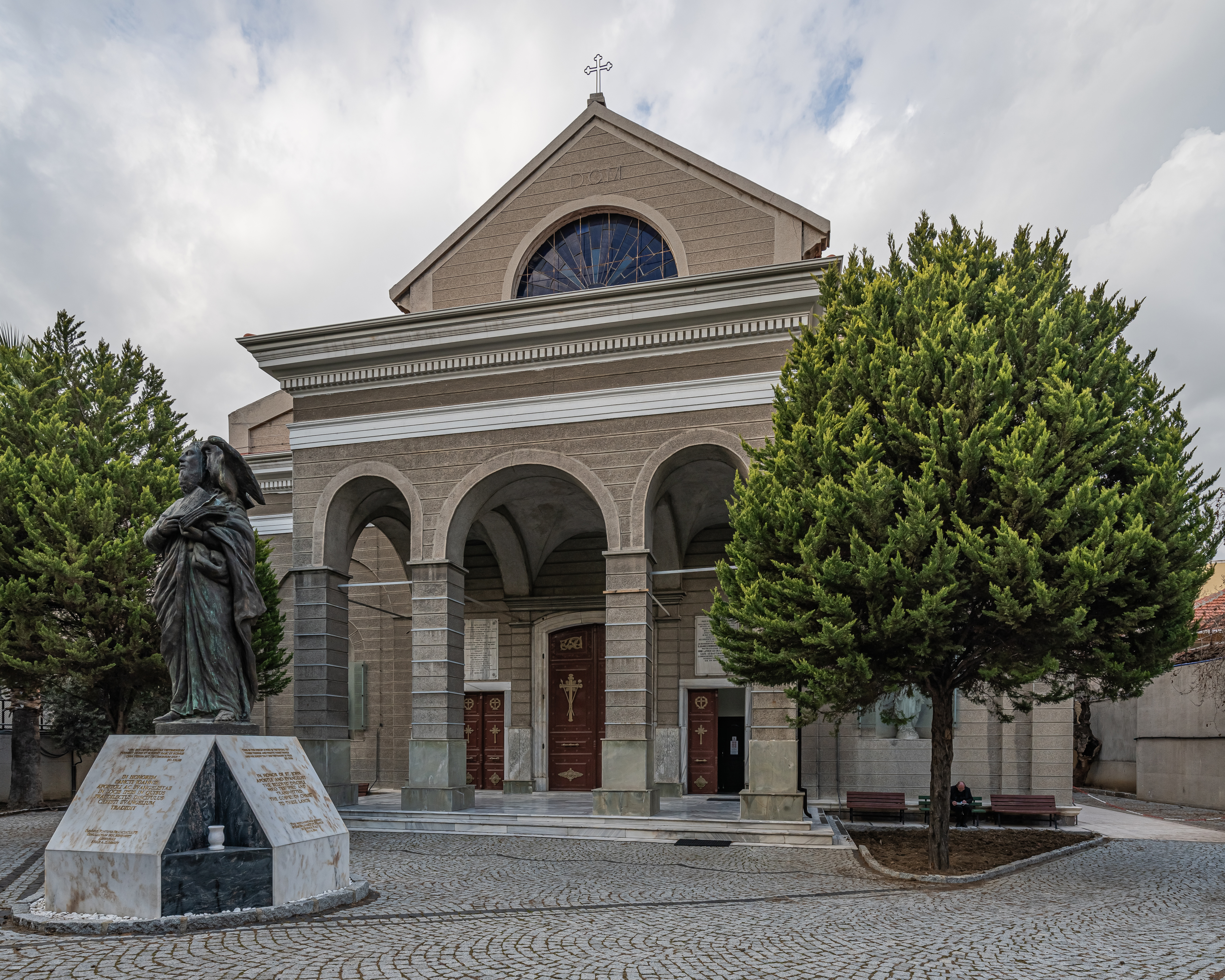
Sankt-Johannes-Kathedrale

Die St.-Johannes-Kathedrale (türkisch Aziz Yuhanna Katedrali) in der türkischen Stadt Izmir (Smyrna) ist die Bischofskirche des römisch-katholischen Erzbistums Izmir. Sie ist die bedeutendste noch im gottesdienstlichen Gebrauch befindliche Kirche im asiatischen Teil der Türkei.

## Geschichte
Die Kathedrale trägt das Patrozinium des Apostels und Evangelisten Johannes, der traditionell auch als Verfasser der Johannes-Offenbarung gilt; dort wird in den Sendschreiben an sieben kleinasiatische Gemeinden Smyrna besonders geehrt (Offb 2,8–11 ).
Der Bau der repräsentativen Kirche für die levantinische Gemeinschaft von Smyrna begann mit der Grundsteinlegung 1862. 1863 stiftete der osmanische Sultan Abdülaziz eine namhafte Summe. Weitere Spenden kamen von Katholiken aus Lyon, dessen erste Bischöfe Pothinus und Irenäus aus Smyrna stammten. Die Kirchweihe vollzog Erzbischof Vincent Spaccapietra am 25. Mai 1874. Er wurde auch in der Kirche beigesetzt. Von dem für ihn errichteten Denkmal im Garten der Kathedrale ist nur der Sockel erhalten.
1922 erlitt das Bauwerk schwere Schäden beim Brand von Izmir.
1965 überließ das Erzbistum die Kathedrale vertraglich dem NATO-Stützpunkt Izmir zur Nutzung durch die vorwiegend US-amerikanischen Soldaten aller Denominationen. Dieser Vertrag lief 2013 aus.
Nach einer umfassenden Restaurierung, finanziert durch die Italienische Bischofskonferenz und zahlreiche Spender aus Italien, wurde die Kathedrale am 29. September 2013 wieder rekatholisiert. Der erste armenisch-katholische Gottesdienst nach 95 Jahren fand im August 2017 statt.

## Architektur und Ausstattung

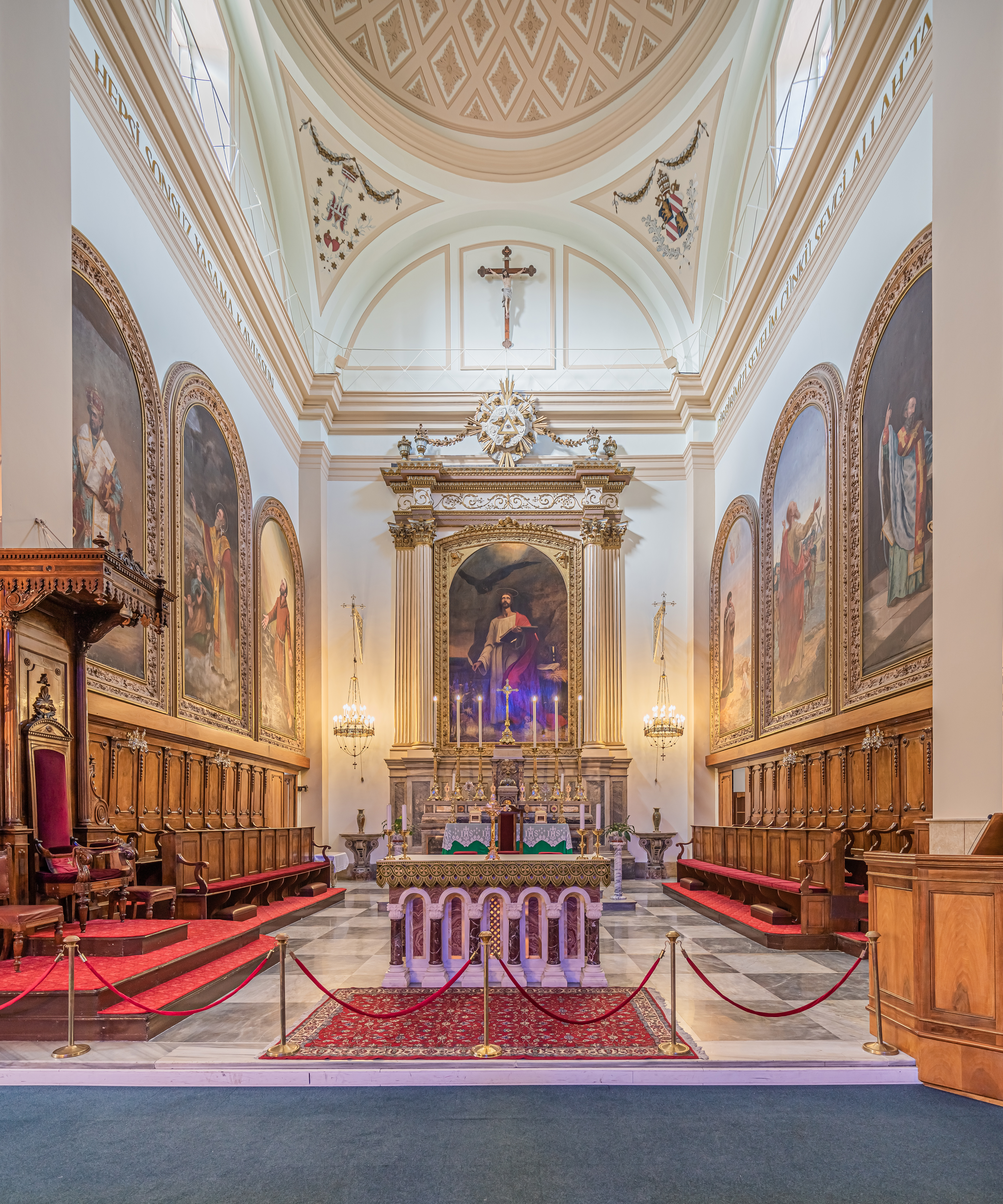
Altarraum im Inneren der Kathedrale

Die St.-Johannes-Kathedrale ist eine dreischiffige klassizistische Basilika ohne Querhaus. Der Portalfassade im Süden ist ein offener Portikus vorgesetzt, den Altarraum im Norden überwölbt eine Kuppel.
Das Hochaltarbild, ein Werk des Malers Alphons von Cramer, zeigt den Evangelisten Johannes mit seinem Attribut, dem Adler. Weitere Gemälde von Aposteln und Heiligen schmücken die Kirche.